# St. Margareta (Heißesheim)

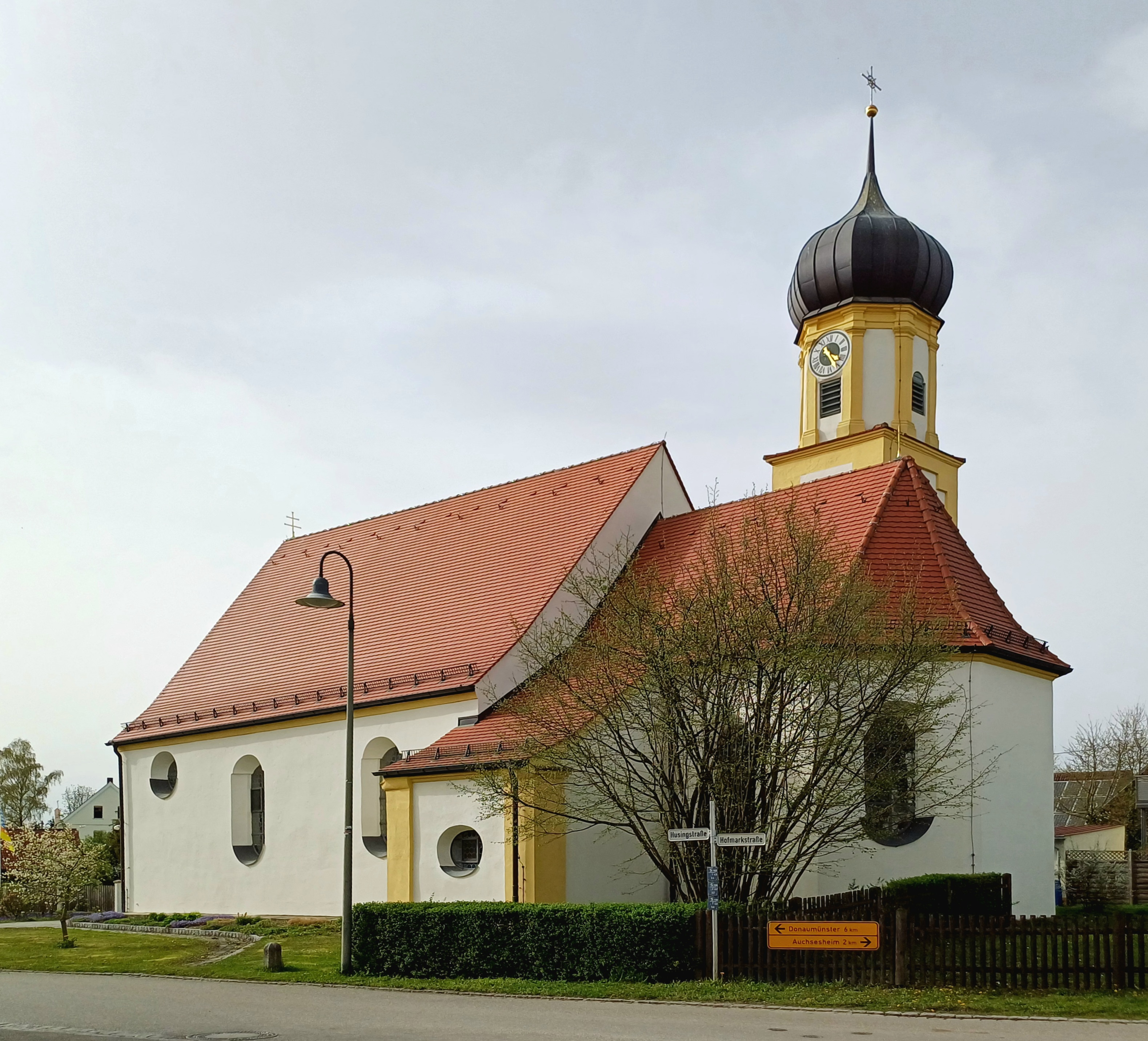
St. Margareta in Heißesheim

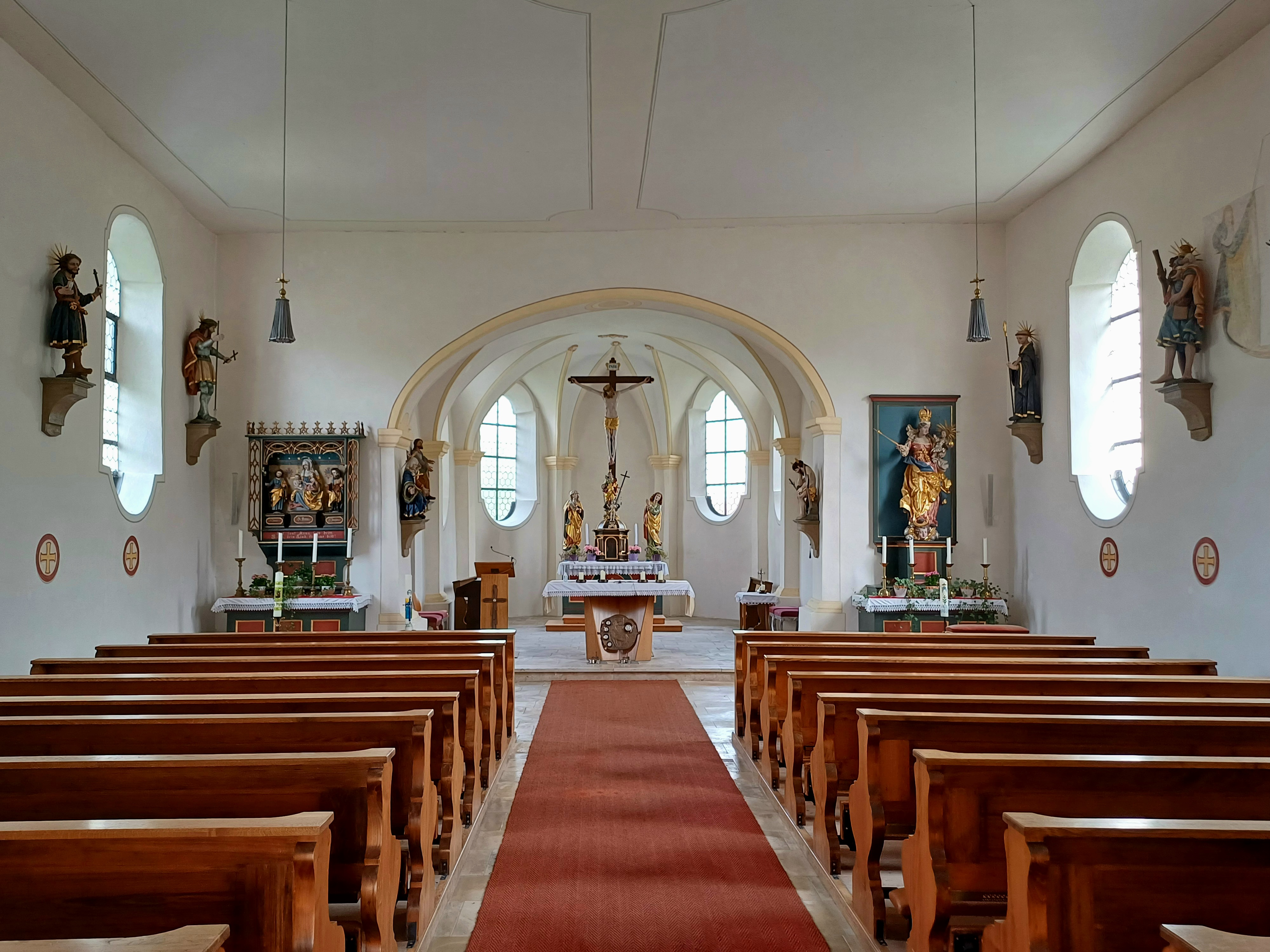
Inneres

Die römisch-katholische Filialkirche St. Margareta steht in Heißesheim, einem Gemeindeteil von Mertingen im bayerisch-schwäbischen Landkreis Donau-Ries in Bayern. Das Bauwerk ist in der Liste der Baudenkmäler in Mertingen als Baudenkmal unter der Nr. D-7-79-181-13 eingetragen. Sie gehört zur Pfarrei St. Martin in Mertingen.

## Beschreibung
Die 1491 errichtete, den heiligen Vierzehn Nothelfern gewidmete Kapelle wurde 1680/81 zur Saalkirche erweitert. Sie besteht aus einem Langhaus, einem eingezogenen, dreiseitig geschlossenen Chor im Osten, einem Chorflankenturm auf quadratischem Grundriss an der Nordwand, dessen Untergeschosse spätgotisch sind, und der Sakristei mit Pilastern an den Ecken unter dem Schleppdach an der Südwand des Chors. Im frühen 18. Jahrhundert wurde der Chorflankenturm um ein achteckiges Geschoss mit Pilastern an den Ecken aufgestockt, das die Turmuhr und den Glockenstuhl beherbergt, und mit einer Zwiebelhaube bedeckt. Der barocke Innenraum des Langhauses ist mit einer Flachdecke überspannt, der des Chors mit einem Stichkappengewölbe. Zur Kirchenausstattung gehören die Statuen der Vierzehn Nothelfer von 1688 und eine um 1500 entstandene Kreuzigungsgruppe.